# Марка ГДР
Ма́рка Германской Демократической Республики, первоначально марка Немецкого эмиссионного банка (нем. Mark der Deutschen Demokratischen Republik, сокр. Mark der DDR, DDR-Mark) — денежная единица Германской Демократической Республики. Была внутренней неконвертируемой валютой; ввоз и вывоз были запрещены и наказывались штрафом.
После Второй мировой войны побеждённая союзниками Германия была разделена на четыре зоны оккупации: американскую, британскую, французскую и советскую. В западных зонах 20 июня 1948 года в одностороннем порядке была введена Немецкая марка (ФРГ) (нем. Deutsche Mark). В качестве ответной реакции 24 июня 1948 года в советской зоне была учреждена своя денежная единица. Немецкая марка (нем. Deutsche Mark) советской зоны (позже ГДР) в 1974 году была переименована в марку ГДР (нем. Mark der DDR) и просуществовала до 1990 года.
Марка выпускалась с 1948 года Немецким эмиссионным банком и с 1968 года — Государственным банком ГДР. Денежная единица имела следующие официальные названия:
- немецкая марка (Deutsche Mark, DM) — с 24 июля 1948 года по 31 июля 1964 года;
- марка Немецкого эмиссионного банка (Mark der Deutschen Notenbank, MDN) — с 1 августа 1964 года по 31 декабря 1967 года;
- марка (Mark, M) Германской Демократической Республики (Марка ГДР) — с 1 января 1968 года по 30 июня 1990 года.

В 1 марке — 100 пфеннигов (Pf).

## История

### Введение

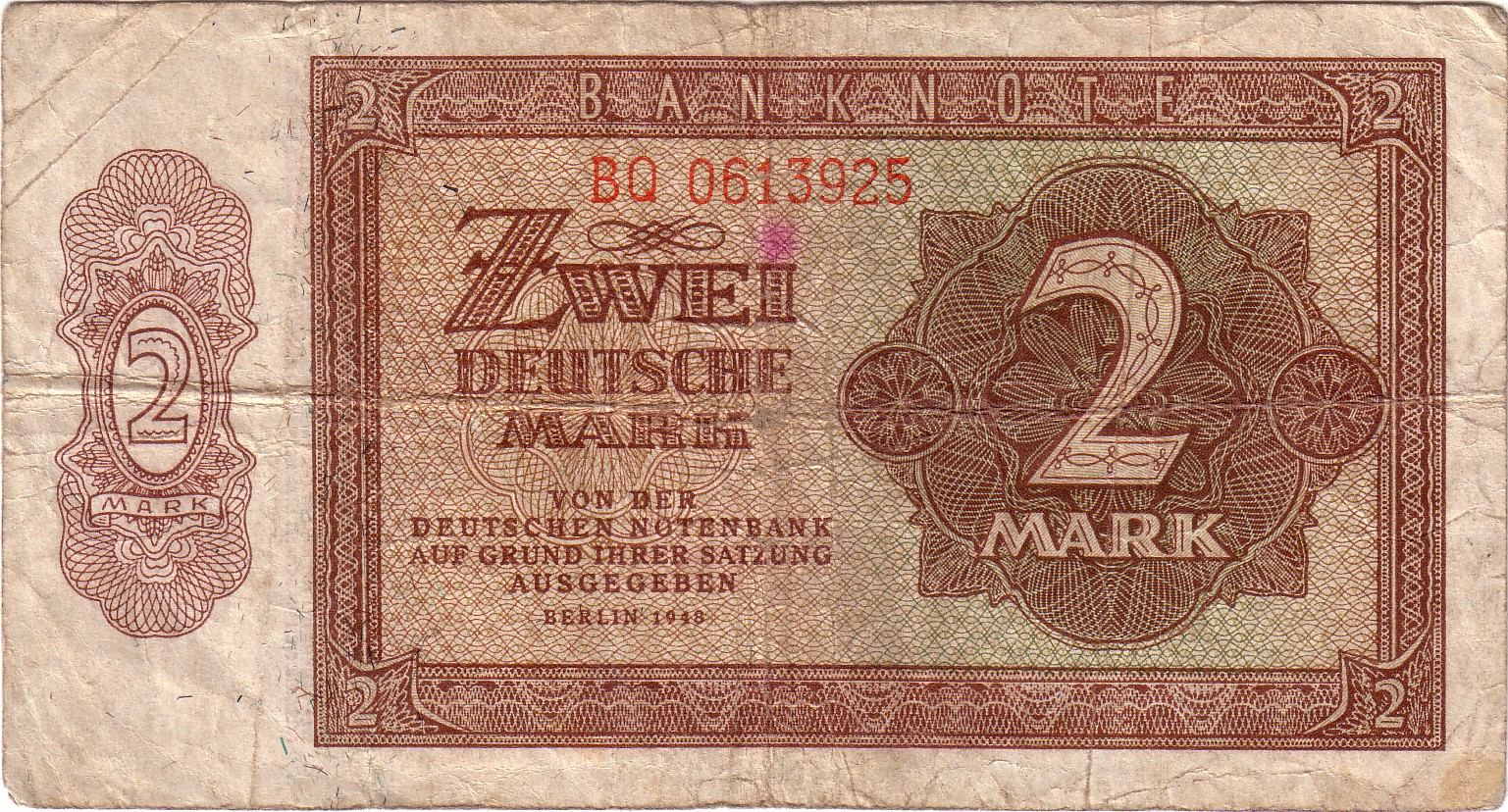
2 немецкие марки из первой серии 1948 год

20 июня 1948 года в западных оккупационных зонах Германии взамен рейхсмарки была введена в обращение немецкая марка (Банка немецких земель, позднее Бундесбанка). Обесценившиеся рейхсмарки хлынули в советскую оккупационную зону Германии, где они всё ещё были законным платёжным средством. Это привело к стремительной инфляции: все наличные деньги, находившиеся в обороте в Восточной Германии, обесценились практически за одну ночь. В качестве экстренной ответной меры 23 июня 1948 года был произведён обмен старых рейхсмарок на новые — те же самые рейхсмарки, но с гербовой наклейкой советских властей. Обменивалось максимум 70 старых рейхсмарок на человека по курсу 1:1, превышающую сумму по курсу 10:1 при условии, что их владелец мог доказать законность их происхождения. В ходе денежной реформы, начавшейся с 24 июля 1948 года, для обмена на марки Немецкого эмиссионного банка принимались только эти банкноты с гербовой наклейкой.

### Денежные реформы
Проведя конституционные реформы 1968 и 1974 годов, руководство ГДР всё больше отдалялось от изначальной цели создания единой Германии и заменило слово «Германии» во многих названиях на «ГДР». Так изменилось и название денежной единицы Немецкая марка на Марка ГДР, а Немецкий эмиссионный банк стал Государственным банком ГДР.
В рамках денежной реформы в 1964 года немецкая марка была переименована в марку Немецкого эмиссионного банка (нем. Mark der Deutschen Notenbank, MDN). Переход от немецкой марки (M) к марке Немецкого эмиссионного банка имел политическую подоплёку. Обмену подлежали банкноты у граждан ГДР. Таким образом было обесценено большое количество наличных денег, находившихся у немцев Западного Берлина и ФРГ 12 декабря 1967 года последовала следующая смена названия. Теперь деньги назывались официально марками ГДР (нем. Mark der DDR) или просто марками, а чтобы отличать от Немецкой марки ФРГ, часто именовались неофициально «восточными марками». Многие монеты вплоть до 1980-х годов носили надпись Deutsche Mark. Они были постепенно заменены на внешне одинаковые монеты с надписью Mark.
Золотое содержание марки было установлено 29 октября 1953 г. в 0,399902 г чистого золота. Официальный курс Госбанка СССР марки к рублю с 1 января 1961 года составлял 100 марок ГДР = 40 руб. 50 коп. (1 руб. = 2,47 марки ГДР). Неторговые расчеты с социалистическими странами (например, обменные операции при поездках граждан) осуществлялись с применением скидки с официального курса и производились по соотношению 100 марок ГДР = 31 руб. 25 коп. (1 руб. = 3,20 марки ГДР). При этом ввоз и вывоз наличных денег был запрещен, гражданам же стран — членов СЭВ разрешалось ввозить и вывозить валюту в пределах 250 марок ГДР. При поездках в страны — члены СЭВ граждане ГДР на основе взаимности могли обменивать национальную валюту на валюту страны пребывания в пределах согласованных сумм (с большинством стран в пределах суммы, эквивалентной 30 руб.).

### Объединение ФРГ и ГДР
После падения Берлинской стены в конце 1989 года марки ГДР обменивались на марки ФРГ на чёрном рынке по рыночному курсу. В то время, как официально курс составлял 1:1, на некоторое время курс чёрного рынка достиг уровня 10:1, но потом быстро стабилизировался в диапазоне от 3:1 до 5:1. После того, как было принято решение о валютном союзе между ГДР и ФРГ, официальный курс обмена составлял 3:1. По этому курсу в отделениях Государственного банка ГДР разрешалось обменивать деньги в обоих направлениях без ограничения до 30 июня 1991 года. В течение первого полугодия 1990 года на рынках ГДР по такому курсу можно было приобретать товары западного производства за марки ГДР или ФРГ.
Официальный обменный курс марки ГДР при введении немецкой марки ФРГ составлял 2:1. В отношении физических лиц действовали специальные правила. Устанавливалась сумма, которую можно было обменять по льготному курсу 1:1. Устанавливалось три возрастных категории населения, каждой из которых соответствовала определённая сумма, которую можно было обменять по льготному курсу 1:1: 2000 марок для лиц до 14 лет; 4000 марок — для лиц до шестидесяти лет и 6000 марок — для лиц старше шестидесяти лет. Экономический и валютный союз вступил в силу 1 июля 1990 года.
Перевод зарплат и тарифов на коммунальные услуги на новую денежную единицу производился по курсу 1:1. Подорожали товары, на которые были отменены дотации.
С 1 июля 1990 года единственным официальным платёжным средством на территории ГДР стала немецкая марка ФРГ. Некоторое время на территории ГДР продолжали хождение монеты достоинством менее одной марки в связи с тем, что Бундесбанк поначалу не смог обеспечить необходимое количество мелких монет.

## Монеты
| Монеты ГДР регулярной чеканки | Монеты ГДР регулярной чеканки | Монеты ГДР регулярной чеканки | Монеты ГДР регулярной чеканки | Монеты ГДР регулярной чеканки | Монеты ГДР регулярной чеканки | Монеты ГДР регулярной чеканки | Монеты ГДР регулярной чеканки | Монеты ГДР регулярной чеканки | Монеты ГДР регулярной чеканки | Монеты ГДР регулярной чеканки |
| Изображение                   | Изображение                   | Номинал                       | Диаметр (мм)                  | Масса (г)                     | Материал                      | Описание                      | Описание                      | Описание                      | Дата                          | Дата                          |
| Аверс                         | Реверс                        | Номинал                       | Диаметр (мм)                  | Масса (г)                     | Материал                      | Гурт                          | Аверс                         | Реверс                        | введения                      | изъятия                       |
| ----------------------------- | ----------------------------- | ----------------------------- | ----------------------------- | ----------------------------- | ----------------------------- | ----------------------------- | ----------------------------- | ----------------------------- | ----------------------------- | ----------------------------- |
|                               |                               | 1 пфенниг                     | 17                            | 0,75                          | алюминий Al97/Mg03            | гладкий                       | герб ГДР                      | номинал                       | 1 мая 1960                    | 30 июня 1991                  |
|                               |                               | 5 пфеннигов                   | 19                            | 1,10                          | алюминий Al97/Mg03            | гладкий                       | герб ГДР                      | номинал                       | 15 мая 1968                   | 30 июня 1991                  |
|                               |                               | 10 пфеннигов                  | 21                            | 1,50                          | алюминий Al97/Mg03            | гладкий                       | герб ГДР                      | номинал                       | 1 декабря 1963                | 30 июня 1991                  |
|                               |                               | 20 пфеннигов                  | 22,2                          | 5,4                           | латунь Cu63/Zn37              | гладкий                       | герб ГДР                      | номинал                       | 1 августа 1969                | 30 июня 1991                  |
|                               |                               | 50 пфеннигов                  | 23                            | 2,0                           | алюминий Al97/Mg03            | рубчатый                      | герб ГДР                      | номинал                       | 1 июня 1958                   | 30 июня 1991                  |
|                               |                               | 1 марка                       | 25                            | 2,5                           | алюминий Al97/Mg03            | ⋆(звёздочки)                  | герб ГДР                      | номинал                       | 2 июля 1956                   | 30 июня 1990                  |
|                               |                               | 2 марки                       | 27                            | 3,0                           | алюминий Al97/Mg03            | рубчатый                      | герб ГДР                      | номинал                       | 1 июня 1957                   | 30 июня 1990                  |

### Памятные монеты
Начиная с 1966 года выпускались памятные монеты номиналом 5, 10 и 20 марок. Первые монеты в 10 и 20 марок были выпущены 1 декабря 1966 года, а 5 марок — 16 декабря 1968 года.
| 5 марок к 20-й годовщине образования ГДР | 5 марок к 20-й годовщине образования ГДР | 5 марок к 20-й годовщине образования ГДР | 5 марок к 20-й годовщине образования ГДР | 5 марок к 20-й годовщине образования ГДР | 5 марок к 20-й годовщине образования ГДР | 5 марок к 20-й годовщине образования ГДР | 5 марок к 20-й годовщине образования ГДР | 5 марок к 20-й годовщине образования ГДР | 5 марок к 20-й годовщине образования ГДР | 5 марок к 20-й годовщине образования ГДР |
| Изображение                              | Номинал                                  | Диаметр (мм)                             | Масса (г)                                | Материал                                 | Описание                                 | Описание                                 | Описание                                 | Дата                                     | Дата                                     |                                          |
| Изображение                              | Номинал                                  | Диаметр (мм)                             | Масса (г)                                | Материал                                 | Гурт                                     | Аверс                                    | Реверс                                   | введения                                 | изъятия                                  |                                          |
| ---------------------------------------- | ---------------------------------------- | ---------------------------------------- | ---------------------------------------- | ---------------------------------------- | ---------------------------------------- | ---------------------------------------- | ---------------------------------------- | ---------------------------------------- | ---------------------------------------- | ---------------------------------------- |
|                                          | 5 марок                                  | 29                                       | 9,7                                      | латунь Cu90/Ni10                         | 5 MARK⋆                                  | герб ГДР                                 | надпись «XX лет ГДР» и номинал           | 25 сентября 1969                         | 30 июня 1990                             |                                          |

### Места чеканки
- A[9] — Берлинский монетный двор (1948—1990, все памятные монеты ГДР изготовлялись здесь).
- A — Ленинградский монетный двор  (1968, только монета достоинством в 1 пфенниг)[10].
- E — Мульденхюттен (Muldenhütten) (1948—1953).

## Банкноты

### Серия 1955 года
| Серия 1955 года | Серия 1955 года   | Серия 1955 года | Серия 1955 года | Серия 1955 года | Серия 1955 года   | Серия 1955 года |
| Изображение     | Изображение       | Номинал (марок) | Размеры (мм)    | Описание        | Описание          | Год выпуска     |
| Лицевая сторона | Оборотная сторона | Номинал (марок) | Размеры (мм)    | Лицевая сторона | Оборотная сторона | Год выпуска     |
| --------------- | ----------------- | --------------- | --------------- | --------------- | ----------------- | --------------- |
|                 |                   | 5               | 142×72          | Номинал         | Номинал           | 1955            |
|                 |                   | 10              | 146×76          | Номинал         | Номинал           | 1955            |
|                 |                   | 20              | 162×81          | Номинал         | Номинал           | 1955            |
|                 |                   | 50              | 171×87          | Номинал         | Номинал           | 1955            |
|                 |                   | 100             | 180×90          | Номинал         | Номинал           | 1955            |

### Серия 1964 года
| Серия 1964 года | Серия 1964 года   | Серия 1964 года | Серия 1964 года | Серия 1964 года                                                        | Серия 1964 года                         | Серия 1964 года |
| Изображение     | Изображение       | Номинал (марок) | Размеры (мм)    | Описание                                                               | Описание                                | Год выпуска     |
| Лицевая сторона | Оборотная сторона | Номинал (марок) | Размеры (мм)    | Лицевая сторона                                                        | Оборотная сторона                       | Год выпуска     |
| --------------- | ----------------- | --------------- | --------------- | ---------------------------------------------------------------------- | --------------------------------------- | --------------- |
|                 |                   | 5               | 135×66          | Александр фон Гумбольдт, немецкий географ, натуралист и путешественник | Берлинский университет имени Гумбольдта | 1964            |
|                 |                   | 10              | 140×67          | Фридрих Шиллер, немецкий поэт и философ                                | Заводы VEB Carl Zeiss в Йене            | 1964            |
|                 |                   | 20              | 145×71          | Иоганн Вольфганг фон Гёте, немецкий поэт и драматург                   | Немецкий национальный театр в Веймаре   | 1964            |
|                 |                   | 50              | 150×72          | Фридрих Энгельс, основоположник социализма                             | Зерноуборочные комбайны                 | 1964            |
|                 |                   | 100             | 156×74          | Карл Маркс, основоположник коммунизма                                  | Бранденбургские ворота                  | 1964            |

### Серия 1971—1985 года
| Серия 1971—1985 года                                                          | Серия 1971—1985 года | Серия 1971—1985 года | Серия 1971—1985 года | Серия 1971—1985 года                                      | Серия 1971—1985 года                                                                                              | Серия 1971—1985 года | Серия 1971—1985 года |
| Изображение                                                                   | Номинал(марок)       | Размеры (мм)         | Основные цвета       | Описание                                                  | Описание | Описание             | Годы печати          |
| Изображение                                                                   | Номинал(марок)       | Размеры (мм)         | Основные цвета       | Лицевая сторона                                           | Оборотная сторона                                                                                                 | Водяной знак         | Годы печати          |
| ----------------------------------------------------------------------------- | -------------------- | -------------------- | -------------------- | --------------------------------------------------------- | --- | -------------------- | -------------------- |
|                                                                               | 5                    | 113×50               | фиолетовый           | лидер Крестьянской войны в Германии Томас Мюнцер          | пять зерноуборочных комбайнов Fortschritt E 512 и грузовой автомобиль ИФА                                         | Портрет Мюнцера      | 1975                 |
|                                                                               | 10                   | 121×53               | коричневый           | немецкая коммунистка и защитница прав женщин Клара Цеткин | молодая женщина-инженер у пульта управления                                                                       | Портрет Цеткин       | 1971                 |
|                                                                               | 20                   | 128×56               | зелёный              | Иоганн Вольфганг фон Гёте                                 | группа школьников на выходе из здания современной школы                                                           | портрет Гёте         | 1975                 |
|                                                                               | 50                   | 136×59               | красный              | Фридрих Энгельс, один из идеологов социализма             | трубопроводы и дымовые трубы большого промышленного комплекса                                                     | Портрет Энгельса     | 1971                 |
|                                                                               | 100                  | 145×62               | синий                | создатель учения о коммунизме Карл Маркс                  | улица Унтер-ден-Линден с видом на Дворец республики. На заднем плане видны Берлинская телебашня и Красная ратуша. | Портрет Маркса       | 1975                 |
|                                                                               | 200                  | 152×64               | зелёный              | семья с двумя детьми на фоне типовой новостройки          | детский сад с восемью детьми и воспитательницей                                                                   | голуби мира          | 1985*                |
|                                                                               | 500                  | 160×68               | коричневый           | герб ГДР                                                  | здание Государственного совета ГДР                                                                                | Герб ГДР             | 1985*                |
| Масштаб изображений — 1,0 пикселя на миллиметр. * — в обращении не находились |                      |                      |                      |                                                           | |                      |                      |

### 200 и 500 марок ГДР
В 1985 году Государственный банк ГДР напечатал банкноты достоинством 200 и 500 марок на сумму в миллиарды марок. По решению партии они не были пущены в оборот в связи с опасениями, что народ может воспринять их как признак инфляции. С другой стороны, торговля нуждалась в таких банкнотах при продаже определённых товаров (например, автомобилей). О существовании этих банкнот стало известно только после мирной революции в ГДР.

## Уничтожение

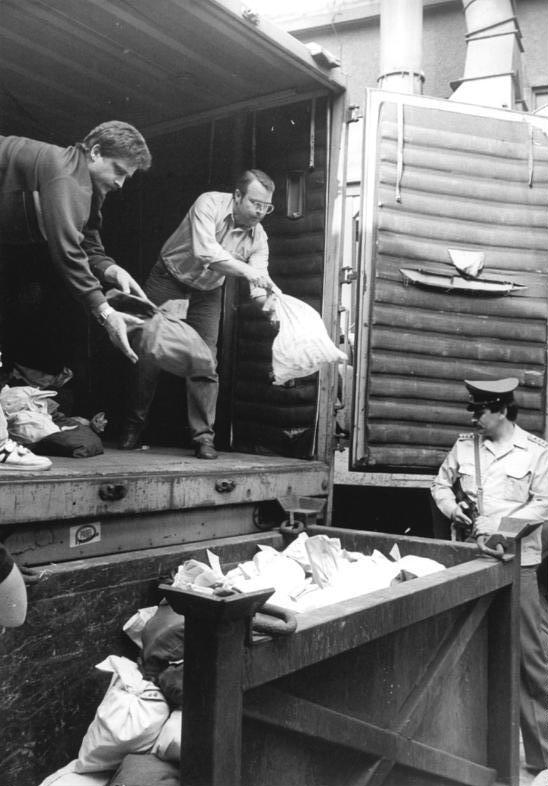
Загрузка мешков с монетами в Госбанке ГДР для отправки на уничтожение, 22 мая 1990 года

Было переплавлено около 4500 тонн монет, но большое количество монет сохранилось в личных коллекциях.
Все банкноты, которые находились в обороте (около 100 миллиардов марок или 620 миллионов банкнот, составляющих в объёме 4500 м³), включая не выпущенные в оборот банкноты достоинством в 200 и 500 марок, в 1990—1991 гг. находились на хранении в двух 300-метровых штольнях недалеко от города Хальберштадт. Штольни были запечатаны двухметровыми бетонными пломбами и снабжены тяжёлыми стальными дверями. Во влажной атмосфере шахты бумажные деньги должны были пройти через естественное разложение.
В июле 2001 года стало известно, что двум жителям города (24 и 26 лет) удалось проникнуть на склад и украсть большое количество банкнот. Они были приговорены к 4 месяцам лишения свободы. В настоящее время эти украденные банкноты по 200 и 500 марок изредка появляются в кругах коллекционеров.
После кражи и в связи с недостаточно быстрым разложением банкнот было принято решение их сжечь. В марте 2002 года деньги были извлечены из штольни, и в апреле того же года в Шёнингене началось их уничтожение, продлившееся до 25 июня.